# Giovanni Domenico Cerrini
Giovanni Domenico Cerrini, italijanski baročni slikar, * 1609, Perugia, † 1681, Rim.
Cerrini je bil pripadnik t. i. bolonjske šole.